# ヴワディスワフ・オドニツ
ヴワディスワフ・オドニツ（ポーランド語：Władysław Odonic, 1190年頃 - 1239年6月5日）は、ヴィエルコポルスカ公（在位：1229年 - 1234年）。ミェシュコ3世の長男であったポズナン公オドンの息子で、母はハールィチ公ヤロスラフ・オスモムィシリの娘ヴィシェスラヴァ（ヴャチェスラヴァ）。

## 生涯
1206年、オドニツは叔父で後見人でもあったポーランド大公ヴワディスワフ3世（細足公）と紛争状態になった。大公がオドニツの世襲領地であるカリシュ公国をシロンスク公家に譲ろうとしたためである。ヴワディスワフ3世を失脚させようとするオドニツの行動は、ヴィエルコポルスカの一部の貴族とヴワディスワフ3世を呪詛していたグニェズノ大司教ヘンリク・キェトリチュに支持されていたが、結局失敗に終わった。オドニツはシロンスク公ヘンリク1世（髭公）の宮廷に亡命し、1207年にはカリシュ公国を取り戻して、1217年まで保持していた。
1210年、ボジコヴァにおいて、オドニツ、ヘンリク1世及びマゾフシェ公コンラト1世の3人は、俗人法廷への召喚を免除される特権を含む、1180年にウェンチツァでポーランド教会に与えられた諸特権を再確認している。
1218年にオドニツは再び公国を追い出され、妻の兄弟であるグダニスク公シフィエントペウク2世の下に避難した。シフィエントペウク2世の援助でオドニツはヴィエルコポルスカを征服し、1229年には全域を支配下に収めた。1227年、ゴンサヴァで開かれたポーランド諸公会議のさい、レシェク1世（白公）が暗殺され、ヘンリク1世が負傷した事件において、オドニツは陰で糸を引いていた。1231年、ヘンリク1世はヴワディスワフ3世をヴィエルコポルスカ公に復位させるためオドニツを攻めたが、オドニツはヘンリク1世の軍勢を押し返した。
しかし1233年、オドニツがポズナン司教に特権を与えることを約束したことが、ポーランド貴族達の反乱を招いた。ヘンリク1世はこの機会を利用して、オドニツが死んだ1239年までにヴィエルコポルスカの一部を獲得した。ウィシチェとナクウォはヘンリク1世の死後にその息子ヘンリク2世（敬虔公）が征服した。オドニツはポズナンの聖ピョトル・パヴェウ大聖堂に埋葬された。

## 子女
1218/20年にポモジェのグダニスク公ムシチュイ1世の娘ヤドヴィガと結婚し、間に4人の子女をもうけた。
1. プシェミスウ1世（1220年/1221年頃 - 1257年）
2. ボレスワフ（1224年から1227年の間 - 1279年）
3. サロメア（1225年/1235年 - 1267年/1271年） - グウォグフ公コンラト1世と結婚
4. エウフェミア（1239年以前 - 1287年） - オポーレ公ヴワディスワフと結婚